# يوري بيلونوج
يوري بيلونوج (بالأوكرانية: Білоног Юрій Григорович) مواليد 9 مارس 1974 في بيلوبيليا، سومي أوبلاست، أوكرانيا، هو لاعب دفع جلة أوكراني. شارك في دورة الألعاب الأولمبية وحصل على الميدالية الذهبية. سبق أن فاز بالميدالية الذهبية في بطولة أوروبا لألعاب القوى.

## سجل المنافسة
| العام                                   | المسابقة                                    | المكان                                  | المركز                                  | ملاحظة                                  |
| يمثل الفريق الموحد في الألعاب الأولمبية | يمثل الفريق الموحد في الألعاب الأولمبية     | يمثل الفريق الموحد في الألعاب الأولمبية | يمثل الفريق الموحد في الألعاب الأولمبية | يمثل الفريق الموحد في الألعاب الأولمبية |
| --------------------------------------- | ------------------------------------------- | --------------------------------------- | --------------------------------------- | --------------------------------------- |
| 1992                                    | بطولة العالم للناشئين لألعاب القوى 1992     | سول، كوريا الجنوبية                     | 1                                       | 18.46 م                                 |
| يمثل أوكرانيا                           |                                             |                                         |                                         |                                         |
| 1995                                    | بطولة العالم لألعاب القوى داخل الصالات 1995 | برشلونة، إسبانيا                        | 5                                       | 19.74 م                                 |
| 1995                                    | الألعاب الجامعية الصيفية 1995               | فوكوكا، اليابان                         | 1                                       | 19.70 م                                 |
| 1997                                    | بطولة العالم لألعاب القوى داخل الصالات 1997 | باريس، فرنسا                            | 1                                       | 21.02 م                                 |
| 1997                                    | بطولة العالم لألعاب القوى 1997              | أثينا، اليونان                          | 4                                       | 20.26 م                                 |
| 1997                                    | الألعاب الجامعية الصيفية 1997               | قطانية، إيطاليا                         | 1                                       | 20.34 م                                 |
| 1998                                    | بطولة أوروبا لألعاب القوى 1998              | بودابست، المجر                          | 3                                       | 20.92 م                                 |
| 1998                                    | الدوري الذهبي 1998                          | موسكو، روسيا                            | 2                                       | 20.62 م                                 |
| 1999                                    | بطولة العالم لألعاب القوى داخل الصالات 1999 | مايه-باشي، اليابان                      | 3                                       | 20.89 م                                 |
| 1999                                    | بطولة العالم لألعاب القوى 1999              | إشبيلية، إسبانيا                        | 5                                       | 20.60 م                                 |
| 2000                                    | الألعاب الأولمبية الصيفية 2000              | سيدني، أستراليا                         | 5                                       | 20.84 م                                 |
| 2000                                    | الدوري الذهبي 2000                          | الدوحة، قطر                             | 4                                       | 20.76 م                                 |
| 2001                                    | بطولة العالم لألعاب القوى داخل الصالات 2001 | لشبونة، البرتغال                        | 8                                       | 19.71 م                                 |
| 2001                                    | بطولة العالم لألعاب القوى 2001              | إدمونتون                                | 6                                       | 20.83 م                                 |
| 2001                                    | الألعاب الجامعية الصيفية 2001               | بكين، الصين                             | 2                                       | 20.16 م                                 |
| 2002                                    | بطولة أوروبا لألعاب القوى 2002              | ميونخ، ألمانيا                          | 1                                       | 21.37 م                                 |
| 2002                                    | الدوري الذهبي 2002                          | باريس، فرنسا                            | 2                                       | 20.74 م                                 |
| 2002                                    | كأس العالم لألعاب القوى 2002                | مدريد، إسبانيا                          | 5                                       | 19.88 م                                 |
| 2003                                    | بطولة العالم لألعاب القوى داخل الصالات 2003 | برمنغهام، المملكة المتحدة               | 3                                       | 21.13 م                                 |
| 2003                                    | بطولة العالم لألعاب القوى 2003              | سان دوني، فرنسا                         | 3                                       | 21.10 م                                 |
| 2003                                    | نهائي ألعاب القوى العالمي 2003              | مونت كارلو، موناكو                      | 2                                       | 20.53 م                                 |
| 2004                                    | بطولة العالم لألعاب القوى داخل الصالات 2004 | بودابست، المجر                          | 8                                       | 20.26 م                                 |
| 2004                                    | الألعاب الأولمبية الصيفية 2004              | أثينا                                   | جرّد من الأهلية (1)                      | 21.16 م                                 |
| 2004                                    | نهائي ألعاب القوى العالمي 2004              | مونت كارلو، موناكو                      | جرّد من الأهلية (8)                      | 19.47 م                                 |
| 2005                                    | بطولة العالم لألعاب القوى 2005              | هلسنكي، فنلندا                          | جرّد من الأهلية (4)                      | 20.89 م                                 |
| 2005                                    | نهائي ألعاب القوى العالمي 2005              | مونت كارلو، موناكو                      | جرّد من الأهلية (6)                      | 20.04 م                                 |
| 2006                                    | كأس أوروبا (ألعاب القوى) 2006               | مالقة، إسبانيا                          | جرّد من الأهلية (5)                      | 20.15 م                                 |
| 2006                                    | بطولة أوروبا لألعاب القوى 2006              | غوتنبرغ، السويد                         | جرّد من الأهلية (6)                      | 20.32 م                                 |
| 2008                                    | بطولة العالم لألعاب القوى داخل الصالات 2008 | بلنسية، إسبانيا                         | 17                                      | 19.02 م                                 |
| 2008                                    | الألعاب الأولمبية الصيفية 2008              | بكين، الصين                             | 5                                       | 20.63 م                                 |

## روابط خارجية
- يوري بيلونوج على موقع الاتحاد الدولي لألعاب القوى (الإنجليزية)
- يوري بيلونوج على موقع اللجنة الأولمبية الدولية (الإنجليزية)
- يوري بيلونوج على موقع أوليمبيديا (الإنجليزية)